# Циновка
Цино́вка (от устар. глагола «цыновать», то есть готовить полоски лыка, снимая его со стволов деревьев), рогожа — плетёное полотно, из лыка, соломы, камыша и других материалов. Используется как коврик, подстилка для сидений и постели, скатерть, салфетка, украшение на стену и других назначений.
Виды:
- Татами - традиционные японские напольные циновки.
- Циновка для приготовления суши-роллов — представляет собой ряд тонких бамбуковых палочек, соединённых нитью.
- Половик, дорожка — напольный коврик.
- Мат в морском деле — плетёный, тканый или шпигованный коврик из троса. Используется на судне как половик, мягкая прокладка для защиты особо ценных грузов, при тушении пожаров и в качестве временной заделки пробоин[5].
- Мат в сельском хозяйстве — полотно из соломы, камыша и других высокостебельных растений, применяемое для укрытия тепличных растений от периодического воздействия низких температур[3].